# Вікторія Ентоні
Вікторія Ентоні (англ. Victoria Anthony; нар. 24 червня 1991) — американська борчиня вільного стилю, триразова Панамериканська чемпіонка.

## Біографія
Боротьбою почала займатися з 2005 року. Від самого початку тренується у Террі Стейнера. У 2009 та 2010 двічі ставала чемпіонкою світу серед юніорів.
Виступає за борцівський клуб «Sunkist Kids» зі Скоттсдейла — передмістя Фінікса.

## Спортивні результати на міжнародних змаганнях

### Виступи на Чемпіонатах світу
| Змагання                        | Збірна | Вагова категорія          | Місце |
| ------------------------------- | ------ | ------------------------- | ----- |
| Чемпіонат світу з боротьби 2013 | США    | жіноча боротьба, до 51 кг | 5     |
| Чемпіонат світу з боротьби 2017 | США    | жіноча боротьба, до 48 кг | 5     |

### Виступи на Панамериканських чемпіонатах
| Змагання                                   | Збірна | Вагова категорія          | Місце  |
| ------------------------------------------ | ------ | ------------------------- | ------ |
| Панамериканський чемпіонат з боротьби 2014 | США    | жіноча боротьба, до 48 кг | Золото |
| Панамериканський чемпіонат з боротьби 2015 | США    | жіноча боротьба, до 48 кг | 10     |
| Панамериканський чемпіонат з боротьби 2017 | США    | жіноча боротьба, до 48 кг | Золото |
| Панамериканський чемпіонат з боротьби 2020 | США    | жіноча боротьба, до 50 кг | Золото |

### Виступи на Кубках світу
| Змагання                    | Збірна | Вагова категорія          | Місце |
| --------------------------- | ------ | ------------------------- | ----- |
| Кубок світу з боротьби 2014 | США    | жіноча боротьба, до 48 кг | 6     |
| Кубок світу з боротьби 2015 | США    | жіноча боротьба, до 48 кг | 4     |
| Кубок світу з боротьби 2017 | США    | команда                   | 4     |
| Кубок світу з боротьби 2018 | США    | команда                   | 4     |

### Виступи на інших змаганнях
| Змагання                                                | Збірна | Вагова категорія                 | Місце  |
| ------------------------------------------------------- | ------ | -------------------------------- | ------ |
| Міжнародний турнір Ньюйоркського атлетичного клубу 2010 | США    | жіноча боротьба, до 48 кг        | Бронза |
| Турнір Дана Колова — Николи Петрова 2011                | США    | жіноча боротьба, до 48 кг        | 5      |
| Міжнародний меморіал Дейва Шульца 2012                  | США    | жіноча боротьба, до 48 кг        | Бронза |
| Гран-прі «Харі Рам» 2012                                | США    | жіноча боротьба, до 48 кг        | Срібло |
| Чемпіонат світу з боротьби серед студентів 2012         | США    | жіноча боротьба, до 48 кг        | 9      |
| Київський Міжнародний турнір з боротьби 2013            | США    | жіноча боротьба, до 48 кг        | Бронза |
| Об'єднаний турнір з 4 видів боротьби 2013               | США    | Multiple Style Event, до LF48 кг | Срібло |
| Austrian Ladies Open 2013                               | США    | жіноча боротьба, до 48 кг        | Золото |
| Літня Універсіада 2013                                  | США    | жіноча боротьба, до 48 кг        | 7      |
| Меморіал Вацлава Циолковського 2013                     | США    | жіноча боротьба, до 48 кг        | Бронза |
| Міжнародний турнір Ньюйоркського атлетичного клубу 2013 | США    | жіноча боротьба, до 48 кг        | Бронза |
| Золотий Гран-прі з боротьби 2013 (Баку)                 | США    | жіноча боротьба, до 48 кг        | Срібло |
| Міжнародний меморіал Дейва Шульца 2014                  | США    | жіноча боротьба, до 48 кг        | Бронза |
| Кубок Гранми з боротьби 2014                            | США    | жіноча боротьба, до 48 кг        | Золото |
| Klippan Lady Open 2014                                  | США    | жіноча боротьба, до 48 кг        | Срібло |
| Гран-прі Іспанії з боротьби 2014                        | США    | жіноча боротьба, до 48 кг        | Срібло |
| Міжнародний меморіал Білла Фаррелла 2014                | США    | жіноча боротьба, до 48 кг        | Срібло |
| Henri Deglane Challenge 2014                            | США    | жіноча боротьба, до 48 кг        | Золото |
| Міжнародний меморіал Дейва Шульца 2015                  | США    | жіноча боротьба, до 48 кг        | Золото |
| Кубок Гранми з боротьби 2015                            | США    | жіноча боротьба, до 48 кг        | Золото |
| Відкритий чемпіонат Монголії з боротьби 2015            | США    | жіноча боротьба, до 48 кг        | Бронза |
| Гран-прі Іспанії з боротьби 2015                        | США    | жіноча боротьба, до 48 кг        | Бронза |
| Міжнародний меморіал Дейва Шульца 2016                  | США    | жіноча боротьба, до 48 кг        | Золото |
| Klippan Lady Open 2016                                  | США    | жіноча боротьба, до 48 кг        | Золото |
| Олімпійські випробування США 2016                       | США    | жіноча боротьба, до 48 кг        | Срібло |
| Кубок Канади з боротьби 2016                            | США    | жіноча боротьба, до 48 кг        | Золото |
| Гран-прі Іспанії з боротьби 2016                        | США    | жіноча боротьба, до 48 кг        | Бронза |
| Міжнародний меморіал Білла Фаррелла 2016                | США    | жіноча боротьба, до 48 кг        | Золото |
| Золотий Гран-прі з боротьби 2016                        | США    | жіноча боротьба, до 48 кг        | Бронза |
| Гран-прі «Іван Яригін» 2017                             | США    | жіноча боротьба, до 48 кг        | 9      |
| Київський Міжнародний турнір з боротьби 2017            | США    | жіноча боротьба, до 48 кг        | Золото |
| Гран-прі Іспанії з боротьби 2017                        | США    | жіноча боротьба, до 48 кг        | Бронза |
| Beat the Streets 2017                                   | США    | жіноча боротьба, до 50 кг        | Золото |
| Міжнародний меморіал Дейва Шульца 2017                  | США    | жіноча боротьба, до 50 кг        | Золото |
| Гран-прі «Іван Яригін» 2018                             | США    | жіноча боротьба, до 50 кг        | 10     |
| Klippan Lady Open 2018                                  | США    | жіноча боротьба, до 50 кг        | 7      |
| Меморіал Іона Корнеану і Ладислава Сімона 2018          | США    | жіноча боротьба, до 50 кг        | Золото |
| Гран-прі «Іван Яригін» 2019                             | США    | жіноча боротьба, до 50 кг        | Бронза |
| Гран-прі Німеччини з боротьби 2019                      | США    | жіноча боротьба, до 50 кг        | Бронза |
| Турнір Дана Колова — Николи Петрова 2019                | США    | жіноча боротьба, до 50 кг        | 5      |
| Кубок Канади з боротьби 2019                            | США    | жіноча боротьба, до 50 кг        | Золото |
| Відкритий чемпіонат Польщі з боротьби 2019              | США    | жіноча боротьба, до 50 кг        | 10     |
| Тестовий турнір UWW 2019                                | США    | жіноча боротьба, до 50 кг        | 7      |
| Міжнародний меморіал Білла Фаррелла 2019                | США    | жіноча боротьба, до 50 кг        | Золото |
| Меморіал Маттео Пелліконе 2020                          | США    | жіноча боротьба, до 50 кг        | Бронза |
| Гран-прі «Іван Яригін» 2020                             | США    | жіноча боротьба, до 50 кг        | Бронза |
| Київський Міжнародний турнір з боротьби 2021            | США    | жіноча боротьба, до 50 кг        | Бронза |
| Меморіал Маттео Пелліконе 2021                          | США    | жіноча боротьба, до 50 кг        | Золото |

### Виступи на змаганнях молодших вікових груп
| Змагання                                      | Збірна | Вагова категорія          | Місце  |
| --------------------------------------------- | ------ | ------------------------- | ------ |
| Чемпіонат світу з боротьби серед юніорів 2008 | США    | жіноча боротьба, до 44 кг | 5      |
| Чемпіонат світу з боротьби серед юніорів 2009 | США    | жіноча боротьба, до 44 кг | Золото |
| Чемпіонат світу з боротьби серед юніорів 2010 | США    | жіноча боротьба, до 48 кг | Золото |
| Чемпіонат світу з боротьби серед юніорів 2011 | США    | жіноча боротьба, до 48 кг | 5      |